# Hitabaldaäs
Hitabaldaäs es una formación musical nacida en Barcelona y con influencias de nu jazz, rock experimental, trip-hop entre otros estilos.

## Historia

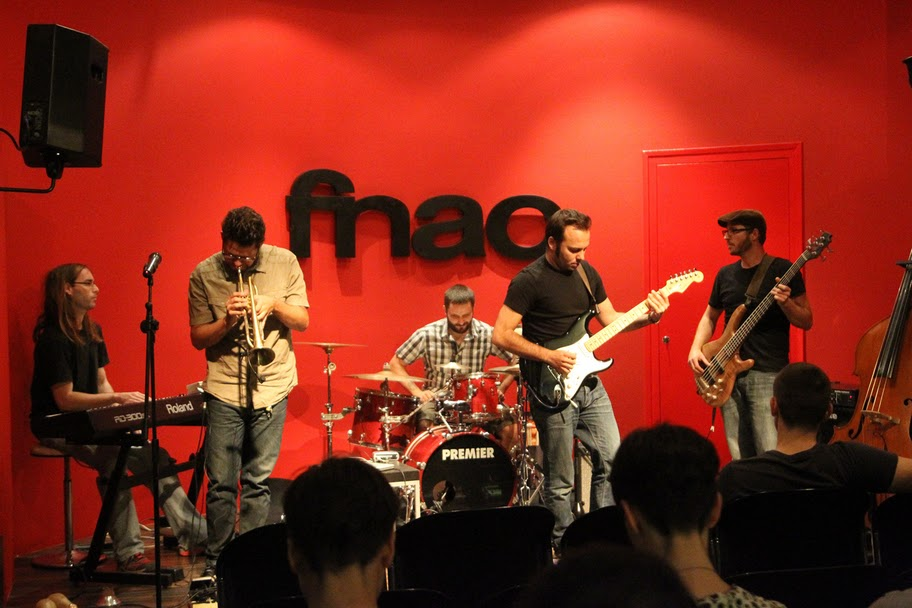
hitabaldaäs 22 de octubre de 2011

Hitabaldaäs es una formación musical nacida en Barcelona y con influencias de nu jazz, rock experimental, trip-hop entre otros estilos.
La banda se crea en 1997 en forma de trío, con fuertes influencias del rock, post-rock anglosajón de la década de los 90, y el rock experimental y psicodelia de los años 70. Para entonces Jordi Blanch (Batería), Pere Esteve (Guitarra) y Josep Cussó (Bajo) fueron el motor de la formación, y con este set consiguieron ser unos de los tres finalistas del primer concurso de Rock de Badalona, fruto del cual se registrará la Canción Slide One que aparece en el recopilatorio Conspiradors a Badalona, registrado en el estudio de grabación Hizo en 1999 y que reaparece en un segundo disco recopilario del Concurso de música de Badalona en su 10º Aniversario, registrado el 1 de julio de 2008.
En el año dos mil 2000 se detiene su actividad y no será hasta el 2005 en el que reaparecen en forma de quinteto.
Se introduce en el set Iván Reyes (contrabajo), el trompetista de Five Mix Colors Ramón Casamajó y Pau Escoda (teclados). Seguirán allí algunos miembros fundadores (Jordi Blanch, Pere Esteve), y es con esta formación todavía presente con la que se registran en 2010 su primer trabajo de título homónimo.
Durante los años 2008 y 2011 realizan diversas colaboraciones con otros artistas como Raquel Piernas cantante de la formación Lost, Mc Sigilo perteneciente a la formación Afonkalipsis, o el cantautor Californiano de origen filipino Brian Mauleon, así como con distintos artistas plásticos como el Pintor Mario Tarragó, el productor de cine Independiente Galo Tobias.
Durante estos años en activo han hecho múltiples conciertos, destacando la participación en festivales audiovisuales como el "Festival Loop" en su edición de 2008, el "Visualsound '09", "Festival Autòcton '11", u otros conciertos no tan vinculados a la creación audiovisual, destacando la participación en el "Festinoval '11", "Rock4Japan" (en la 2 de Apolo), o en el "Objectiu Freedònia" performance realizada junto al pintor Mario Tarragó en el Teatre Lluïsos de Gràcia.
Destacar también la clasificación como semi-finalistas del "Proyecto Demo" de Radio 3 en su edición 2011, y la reciente aparición de la canción "Una altra nit freda i humida" en la película "XP3D" (2011) dirigida por Sergi Vizcaíno.
Actualmente (2012) Hitabaldaäs ha incorporado a su set una nueva voz, la de Silvia Tobajas, y un nuevo miembro para la creación de vídeo y fotografía, Jon A. Herrera.
También destacar que la banda se encuentra actualmente preparando la grabación de lo que será su segundo trabajo, grabación a cargo de Frank Rudow (ex Manta Ray, Bedroom, SUMA, la JR,...). Trabajo previsto para Julio-Agosto de 2012.

## Primer LP: HITABALDAÄS
En el 2010 publican su primer trabajo llamado Hitabaldaäs, grabado durante el mes de agosto del año 2009 en el Estudio So i Art de Barcelona y masterizado por Alex Psauroudakis de The Hit Makers Mastering, el resultado es un álbum autoproducido
bajo una licencia Creative Commons y en el que colabora KillerFunk en dos remixes que aparecen al final de disco.

## Canciones del Álbum: HITABALDAÄS
1. Alone 08:30
2. Golden reef 06:20
3. Lap on 04:59
4. Jan 05:21
5. Una altra nit freda i humida 04:2
6. Colors d'alba 02:41
7. That's all 06:43
8. 1 (remixed by Killerfunk) 05:24 KillerFunk
9. 2 (remixed by Killerfunk) 05:29 KillerFunk

Enlaces externos
- Página web oficial
- Página oficial Proyecto Demo RNE, Edición 2011
- Nota de prensa, fecha de publicación 10/03/2011

- Datos: Q5900710